# Provincia Jowzjan
Provincia Jowzjan (paștună جوزجان, și persană: جوزجان) este una dintre provinciile Afganistanului. Este localizată în partea nordică, la frontiera cu statul Turkmenistan.